# Juan Donoso Cortés
Juan Francesco Maria de la Salud Donoso Cortés, primo marchese di Valdegamas (Don Benito, 6 maggio 1809 – Parigi, 3 maggio 1853), è stato un filosofo, politologo, diplomatico e politico spagnolo.

## Biografia

### Primi anni
Figlio maggiore di Pedro Donoso Cortés, un avvocato e proprietario terriero di Estremadura, discendente dal conquistador Hernán Cortés, studia inizialmente con un maestro privato, prima di entrare molto giovane alla facoltà di filosofia di Salamanca, quindi al collegio di San Pedro, a Cáceres; Juan si rivela particolarmente dotato in logica ed in metafisica. Nell'ottobre 1823, ritorna all'Università di Siviglia; e lì conobbe Nicomedes Pastor Diaz, così gli si aprì la strada per diventare giornalista e uomo politico. Termina i suoi studi all'età di diciannove anni; troppo giovane per essere avvocato, quindi ripiega sull'insegnamento, ed ottiene nell'autunno 1828 la cattedra di filosofia dell'università di Cáceres, raccomandato dallo scrittore Manuel Quintana. È in questa città che conosce Teresa Carrasco, che sposerà nel 1830.
Lo stesso anno, Donoso Cortés parte per Madrid, dove lavora con suo padre come avvocato. Le sue poesie sono apprezzate, ma si fa soprattutto conoscere per "Memoria sulla situazione attuale della monarchia", indirizzata al re Ferdinando VII di Spagna, che gli permette di ottenere un posto come segretario del ministero della giustizia. È un testo d'orientamento liberale e conservatore, nel quale difende i diritti di Ferdinando VII di occupare il trono contro quindi l'oppositore Don Carlos. Alla morte del re, si schiera dalla parte della regina Isabella II e di sua madre Maria Cristina di Borbone-Due Sicilie.
In questo periodo giovanile, "egli, al tempo degli studi universitari a Salamanca e a Siviglia, aveva maturato idee di stampo liberale e progressista, leggendo le opere di Locke, Condillac; Rousseau e Voltaire".

### Giornalista e uomo politico
Scrive nelle 1834 Considerazioni sulla diplomazia e la sua influenza sulla situazione politica e sociale dell'Europa, dalla Rivoluzione di luglio al trattato della Quadrupla alleanza. Vi espone la sua ammirazione per la costituzione del 1812, e si mostrò favorevole ad un governo «in nome dell'intelligenza». Ovviamente ispirato dalla lettura di alcuni dottrinari francesi come Pierre-Paul Royer-Collard, fonda il principio della legittimità del sovrano non sulla sua elezione da parte del popolo, ma sulla conformità dei suoi atti con la giustizia.
La sua unica figlia e sua moglie muoiono successivamente durante l'estate 1835. A novembre dello stesso anno, partecipa alla creazione dell'Ateneo di Madrid con Salustiano Olózaga e Ángel de Saavedra. Eletto deputato dalla circoscrizione di Cadice nel 1837, è nominato segretario del Consiglio dei ministri presieduto da Mendizábal; tuttavia, cadendo in disaccordo con quest'ultimo, si dimette poco tempo dopo.
In questa occasione rivedrà alcuni giudizi storici, soprattutto verso la Rivoluzione francese e quindi anche verso i controrivoluzionari, e rivedrà anche la sua posizione nei confronti del Carlismo. Per diffondere le sue idee, fonda il giornale El Porvenir (Il futuro), pur contribuendo, tra l'altro, a El Piloto, alla Revista de Madrid ed al Correo Nacional. Dal 1836-1837 tiene corsi di diritto pubblico all'Ateneo di Madrid, che suscita numerose reazioni, per la maggior parte sfavorevoli.
Nel 1840, quando Baldomero Espartero prende il potere, deve lasciare la Spagna, ed accompagna Maria Cristina nel suo esilio in Francia, e redige i vari manifesti che indirizza agli spagnoli. Nel 1843, quando Espartero viene deposto da Narváez, Donoso Cortés ritorna in Spagna, e Maria Cristina gli affida l'istruzione di sua figlia, la regina Isabella II. Prende parte nuovamente ai dibattiti del Cortès, dove è considerato per i suoi talenti d'oratore, e svolge un ruolo importante nella redazione della costituzione del 1845. Prende posizione in occasione del matrimonio di Isabella II tra i due pretendenti Francesco d'Assisi e il carlista Antonio d'Orléans, in favore del primo, venne nominato in questa occasione Gran Croce della Legion d'onore da parte di Luigi Filippo di Francia.
Profondamente segnato dalla morte di suo fratello Pedro militante nell'esercito carlista avvenuta nel 1847, si interessa ai mistici cattolici, in particolare santa Teresa d'Avila e Luis di Granada. Nel 1848, entra alla Real Academia Española, e pronuncia in questa occasione il suo Discorso sulla Bibbia.

### Pensiero contro-rivoluzionario

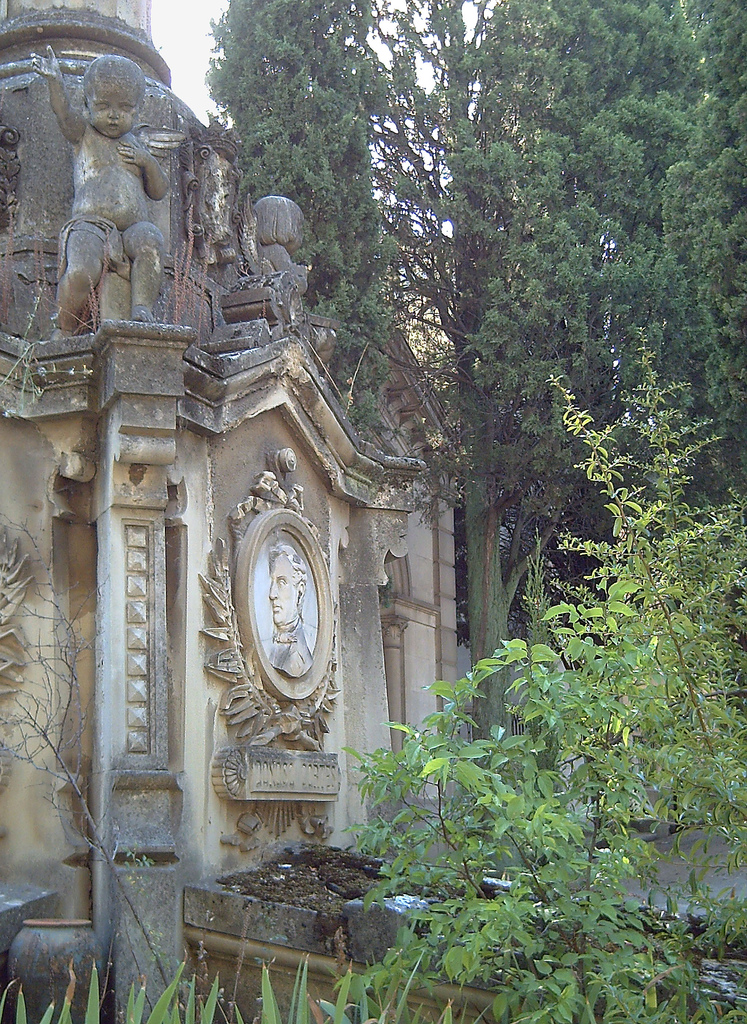
Tomba di Donoso Cortés

Nel 1848, Donoso Cortés viene nominato ambasciatore a Berlino, presso la Prussia; oltre alla morte del fratello nel 1849, in Francia scoppierà anche la rivoluzione di febbraio e Donoso Cortés cominciò ad avere alcuni ripensamenti che sfociarono nel discorso che tenne nel 1849 in difesa di Ramón María Narvaez, chiamato Discurso sobre la Dictadura"
È in questo momento che il suo liberalismo si avvicina al tradizionalismo dei filosofi Joseph de Maistre e Louis de Bonald.
In effetti, anche in seguito alle sue "esperienze politiche (le rivoluzioni divampate in tutta Europa, di cui egli poté valutare di persona gli effetti in qualità di ministro plenipotenziario della Spagna a Berlino), si convinse dell'erroneità delle dottrine moderne e dell'unica e piena verità del cattolicesimo".
Nel 1851 è ambasciatore a Parigi, dove diventerà intimo di Napoleone III di Francia, e sarà suo testimone di nozze con la cattolica Eugenia de Montijo, contessa di Teba. Nello stesso anno pubblica una delle sue più importanti opere, l'Ensayo sobre el catolicismo, el liberalismo y el socialismo (in italiano "Saggio sul cattolicesimo, il liberalismo e il socialismo") pubblicata in francese e in spagnolo, che venne abbondantemente commentato nella stampa europea; alcuni cattolici attaccarono il lavoro, cosa che indusse Louis Veuillot a prendere la sua difesa nel suo giornale L'Univers, così come farà anche papa Pio IX in una lettera personale. Si tratta, indubbiamente, della più importante opera filosofica spagnola del secolo XIX, la quale diede impulso, per decenni dal suo apparire, alla riflessione sociale, chiave antagonista all'indirizzo del saggio stesso, di intere generazioni di pensatori-riformatori iberici e fu di sprone al sorgere del pensiero filosofico anche in Miguel de Unamuno (come da lui stesso testimoniato).
Successivamente, mette senza successo la sua autorità intellettuale al servizio della riconciliazione tra i carlisti di Carlo e Isabella II che si contendevano il trono della Spagna.
Nominato ambasciatore di Spagna a Parigi, vi muore il 3 maggio 1853; sul suo corpo venne trovato un cilicio.

## Opere e lettere
- Saggio sul cattolicesimo, sul liberalismo e sul socialismo [Edizione Moderna in italiano a cura di Giovanni Allegra - Milano, Edilio Rusconi Editore].
- Memorie dell'attuale situazione della monarchia
- Considerazioni sulla diplomazia e la sua influenza sulla situazione politica e sociale dell'Europa
- Lettere al Conte di Montalembert
- Discorso sulla Dittatura
- Discorso sull'Europa
- Discorso sulla Bibbia
- Lettera a Blanche-Raffin
- Lettera a Veuillot
- Lettera al Cardinal Fornari
- Lettera al Duca di Valmy
- Lettera alla Regina Maria Cristina
- Risposta al signor De Broglie
- Lettera al Conte Raczynski